# Loe Lap
Louis (Loe) Lap (Amsterdam, 21 juni 1914 – aldaar, 24 april 1993) was een Amsterdamse zakenman van Joodse komaf. In de jaren zestig en zeventig was hij landelijk bekend. Enerzijds door zijn elf zaken in legerdumpartikelen, anderzijds door zijn vele interviews in dag- en weekbladen en op de radio, zijn televisieoptredens en zijn politieke en sociale activiteiten. Een gevleugelde uitspraak van hem was: Als de parachute niet opengaat, komt u maar terug.

## Levensloop
Loe Lap werd geboren in de vooroorlogse Jodenhoek in Amsterdam, in een pand naast de synagoge in de Lange Houtstraat. Zijn ouders, Jacob Lap (1891-1943) en Silpha Lap-van der Kar (1892-1943) woonden tot 1922 op Vlooienburg en Uilenburg, tot 1932 in de Transvaalbuurt en daarna tot hun dood in 1943 aan de Raamgracht en Kloveniersburgwal. Het gezin met vijf kinderen, van wie er twee vroeg overleden, had het tot begin jaren dertig niet breed. Loe doorliep een Joodse school voor armlastige kinderen, de Talmoed Thora, en daarna de ambachtsschool. Al op jeugdige leeftijd hielp hij zijn vader, maker van kwaliteitssigaren, op de markt. Hij genoot van het marktleven en leerde van hem het standwerken. Meer dan enig ander heeft hij de politieke voorkeur van zijn zoon bepaald: de Sociaaldemocratische Arbeiderspartij (SDAP), na de oorlog de Partij van de Arbeid. De ontwikkelingen in Duitsland en de aanzwellende Jodenhaat waren thuis een steeds weer terugkerend gespreksonderwerp. Nog voor mei 1940 had Loe een vluchtweg voorbereid. Hij had al geboekt voor een passage naar Londen. Toen dit niet doorging heeft hij nog een poging gedaan met het gezin naar Amerika te vluchten. De ouders waren angstig en besloten toch te blijven. Zijn vader zei: 'Ik ben hier geboren en ik sterf hier ook.' Daarop bleef ook Loe in Amsterdam. Hij voorvoelde na de Februaristaking in februari 1941 en 'wist' na  de inrichting van werkkampen in januari 1942 dat het mis zou gaan. Hij besloot medio 1942 onder te duiken. Zijn onderduikadres werd Da Costakade 13, 3e verdieping, waar zijn zwager en de zus van zijn verloofde Jos Lap-van den Heuvel (1915-2004) woonden. Zijn zus Anna dook onder in Haarlem en overleefde de oorlog. Zijn acht jaar jongere broertje Benjamin werd broodbezorger bij de Joodse Raad. In februari 1943 ging hij met zijn vrouw Johanna Zegerius naar Kamp Vught en vandaaruit in september van dat jaar naar Auschwitz. Op 24 januari 1944 werd hij na vier maanden tewerkstelling in Auschwitz III (Monowitz) vergast. Dat was zes maanden na de gasdood van zijn ouders in juli 1943 in Sobibor. 
Vier maanden na het einde van de oorlog trouwde Loe met zijn verloofde Jos, die hem door de oorlog had gesleept. Ze kregen een dochter (Sylvia, 1946-2002) en een zoon (Mario (1952-2018). Tegen het einde van zijn leven werd hij wegens ziekte opgenomen in het Prinsengrachtziekenhuis. Hij overleed op 78-jarige leeftijd in het AMC en werd begraven op Zorgvlied.

## Handel
Tijdens zijn onderduikperiode wist Lap zich in leven te houden door een meegenomen voorraad tabak illegaal bij beetjes te verhandelen. Na de oorlog ging hij aan de slag als handelsreiziger en standwerker. Hij verkocht horloges, sinaasappels en tabak.
Na de oorlog was er een overschot aan door de geallieerden achtergelaten oorlogsmaterieel en -goederen. Door het opkopen van grote partijen hiervan begon hij midden jaren 50 een handel in een loods met dumpgoederen aan de Baarsjesweg, de English-American Army Contractor. Deze handel liep zo goed, dat hij in 1964 in de Reguliersbreestraat een zaak in legerdumpartikelen opende. Hierbij gebruikte hij de leus: Wat Lap lapt, lapt Lap alleen, geënt op de leus van de iets verderop gelegen juwelier Kan. De succesvolste artikelen waren de juten tassen (pukkels genoemd), Afghaanse jassen, tankperiscopen die als verrekijkers werden verkocht en zendantennes van jeeps voor radio- en televisieontvangst. Daarnaast waren tenten, slaapzakken, walkietalkies en legeroverhemden populaire artikelen. Een tweede zaak, in de Kinkerstraat, volgde. Buiten Amsterdam werden eveneens zaken geopend, zoals twee in Haarlem, twee in Den Haag, een in Rotterdam en een in Maastricht (1966-1977) en voor korte tijd een in Antwerpen.
Begin jaren 80 raakte het imperium in financiële moeilijkheden en dat leidde in 1984 uiteindelijk tot sluiting van de laatste zaak in de Reguliersbreestraat. Lap had het plan om in de leegstaande ruimte markthallen of een seksshop te vestigen. Het werd uiteindelijk amusementspaleis Monaco (nu Palacio), wat in eerste instantie op grote weerstand stuitte, maar waarvoor de gemeente Amsterdam toch een vergunning verleende. Dit gaf Lap de verdenking dat hij bevriende PvdA-politici hiertoe zou hebben gebracht, waardoor een politieke rel werd ontketend. Lap stapte hierop uit het openbare leven.

## Sociaal leven
Lap had een grote vriendenkring opgebouwd, waaronder behalve relaties uit de handel ook konden worden gerekend politici zoals Hans Gruijters, Wim Duisenberg, burgemeester Wim Polak en Jan Schaefer, artiesten zoals Jan Blaaser, Ramses Shaffy, Rijk de Gooyer, Johnny Kraaijkamp en Piet Römer, autocoureur en societyfiguur Tonio Hildebrand. Met zijn intieme vrienden, zoals kunstschilder Leo Schatz, wethouder Jan Schaefer en zijn assistent Eberhard van der Laan en politica's Els Agsteribbe en Tineke van den Klinkenberg kwam hij iedere zaterdag bijeen in een bar op het Rembrandtplein om de gebeurtenissen van die week door te praten en naar de moppen te luisteren, die Loe tapte.
Waar Lap verscheen was altijd roering, zoals ook tijdens de televisie-uitzendingen van Mies Bouwman, Willem Duys, Sonja Barend en Ischa Meijer. Om zaken voor elkaar te krijgen had hij altijd korte lijntjes, bijvoorbeeld door ze direct met een bevriende wethouder te regelen.
Zijn sociale activiteiten waren onder meer:
- de presentatie op televisie van het 700-jarig bestaan van Amsterdam
- hij zette zich in voor het behoud van theater De Kleine Komedie, waar ook te midden van zijn vrienden zijn 65e verjaardag werd gevierd en hem de zeldzame Gouden Speld van de gemeente Amsterdam uitgereikt
- hij trad op als ceremoniemeester bij het huwelijk van Johan Cruijff
- hij vervulde bestuursfuncties bij voetbalclubs Blauw-Wit en De Volewijckers